# Phytomyptera gracilariae
Phytomyptera gracilariae är en tvåvingeart som först beskrevs av Erich Martin Hering 1926.  Phytomyptera gracilariae ingår i släktet Phytomyptera och familjen parasitflugor. Inga underarter finns listade i Catalogue of Life.